# ユナイテッド・フットボールリーグ (フィリピン)
ユナイテッド・フットボールリーグ（英: United Football League）は、フィリピンサッカー連盟が主催していた、フィリピン国内におけるサッカーリーグである。2016年に閉幕した。

## 来歴
2008年限りで廃止となったフィリピノ・プレミアリーグに代わる形で2009年にセミプロ大会として始まり、初年度は16のクラブで構成されていた。現在はLBCエクスプレス社がリーグスポンサーとなっており、LBCユナイテッドフットボールリーグと表記されている。
また、2010〜11シーズンからAKTVネットワークが5年契約で放映権を取得した。
2017年よりフィリピン・フットボールリーグに改編された。

## 2016シーズン所属クラブ
| クラブ名                             | 設立 | ホームタウン   | 2015シーズン成績 |
| ------------------------------------ | ---- | -------------- | ---------------- |
| アギラ                               | 2011 | ケソン市       | 2部4位           |
| セレス                               | 2012 | バコロド       | 1位              |
| フォルザ                             | 2010 | モンテンルパ市 | 2部3位           |
| グローバル                           | 2000 | タクロバン     | 2位              |
| グリーン・アーチャーズ・ユナイテッド | 1998 | モンテンルパ市 | 6位              |
| JPボルテス                           | 2009 | マニラ         | 2部2位           |
| カヤ                                 | 1996 | マカティ       | 4位              |
| ラオス                               | 2000 | タクロバン     | 2部1位           |
| ロヨラ・メラルコ・スパークス         | 2006 | ケソン市       | 3位              |
| マニラ・ノーマッズ                   | 1914 | パラニャーケ   | 新規参入         |
| パサルガダエ                         | 1996 | マニラ         | 2部6位           |
| スタリオン                           | 2001 | イロイロ       | 5位              |

### 撤退したクラブ
- マニラ・ジープニー (2015)
- メンディオラ (2010)
- パチャンガ・ディリマン (2013-2015)
- フィリピン・エアフォース (2010-2013)
- フィリピン・アーミー (2010-2015)
- フィリピン・ネイビー (2010-2012)

## 歴代優勝クラブ
| シーズン | 優勝 (回数)                  | 準優勝     | 3位                  |
| -------- | ---------------------------- | ---------- | -------------------- |
| 2010     | フィリピン・エアフォース (1) | カヤ       | ユニオン             |
| 2011     | フィリピン・エアフォース (2) | グローバル | フィリピン・アーミー |
| 2012     | グローバル (1)               | カヤ       | ロヨラ               |
| 2013     | スタリオン (1)               | グローバル | ロヨラ               |
| 2014     | グローバル (2)               | ロヨラ     | カヤ                 |
| 2015     | セレス (1)                   | グローバル | ロヨラ               |

## 主な日本人選手
- 星出悠 - グローバルFC(2011年-2016年)
- 細江敏矢 - カヤFC(2012年-2014年)
- 大村真也 - カヤFC(2011年-)
- 伊藤壇 - グリーン・アーチャーズ・ユナイテッドFC(2013年2月-4月)
- 西山太希 - ディリマンFC(2011年-2012年)